# Теремки (урочище)
Урочище «Теремки́»  — окремо розташована частина Національного природного парку «Голосіївський» на території Голосіївського району м. Києва.
Прилягає до житлового масиву Теремки-1. Площа — 93,8 га.

## Історія
Урочище Теремки спочатку увійшло до складу Голосіївського регіонального ландшафтного парку, а згодом до Національного природного парку «Голосіївський», створеного на базі попереднього 27 лютого 2007 року.

## Опис
Урочище Теремки розташовано на території Голосіївського району, обмежено на півночі житловим масивом Теремки-1 і проспектом Академіка Глушкова, на півдні — адміністративною межею з Києво-Святошинським районом Київської області (село Новосілки), а південно-західна частина урочища виходить за межі проспекту Глушкова і обмежена територією Кібцентру та адміністративною межею.
Теремки — окремо розташована частина Голосіївського НПП, яка містить в собі «регульованої рекреації», а також фрагмент заповідної зони, яка розташована ближче до межі міста. Кияни використовують урочище для відпочинку.
Транспортː від Національного експоцентру України — тролейбус № 43 до зупинки Кібернетичний центр.
Найближча станція метро:   Теремки.

## Природа

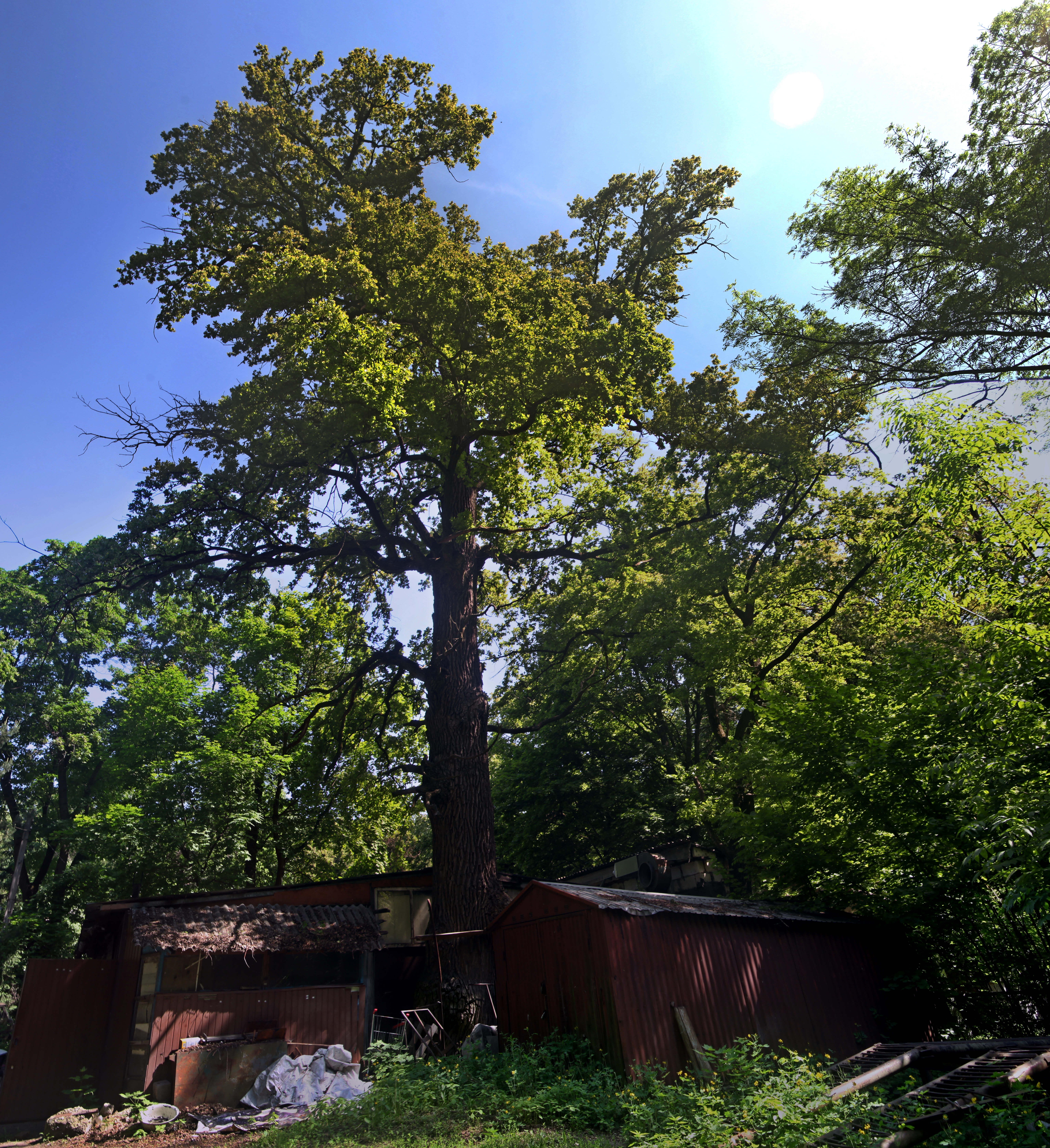
Один з дубів

Рельєф урочища рівний, без ярів і балок з переважанням лісової рослинності.
В урочищі представлені домінуючі тут дубово-грабові ділянки, які чергуються з дубовими і липовими. Характерною для цього лісового масиву є висока участь черешні. Є ділянки з домінуванням липи. На вологіших ділянках участь граба в деревостані знижується, тут переважають чисті дубові ліси. Як і в Голосіївському лісі, в Теремках є багато старих дерев. В трав'яному ярусі переважають розрив-трава дрібноквіткова, цирцея звичайна, медунка темна. Весняних ефемероїдів майже немає. В урочищі Теремки є кілька галявин з лучною рослинністю площею від 0,1 до 1 га. Домінує на цих луках найчастіше костриця лучна, місцями — райграс високий, грястиця збірна, щучник дернистий, осока шорстка.

### Дуби
В урочищі знаходиться ботанічна пам'ятка природи місцевого значення — «Група вікових дерев дуба», квартали 34-13,19. Вона була створена рішенням Київради від 02.12.99 року № 147/649 на території дослідницької бази Інституту зоології імені І. І. Шмальгаузена НАН України. Охороняються 4 дерева дуба звичайного віком близько 400 років. Один із дубів на території бази інституту впав у березні 2016. Ще три розташовані за заправкою «WOG» у 200 м вглиб лісу.